# Halleneuropameisterschaften im Bogenschießen 1989
Die 4. Halleneuropameisterschaften im Bogenschießen wurden vom 1. bis 3. Dezember 1989 in der griechischen Hauptstadt Athen ausgetragen.

## Ergebnisse
Es wurden nur Medaillen in Disziplinen mit dem Recurvebogen vergeben.
| Disziplin         | Gold                                                               | Silber                                                                | Bronze                                                        |
| ----------------- | ------------------------------------------------------------------ | --------------------------------------------------------------------- | ------------------------------------------------------------- |
| Männer Einzel     | Erwin Verstegen                                                    | Jaroslaw Gusak                                                        | Robin Van de Meulebroecke                                     |
| Frauen Einzel     | Natalia Valeeva                                                    | Jacqueline van Rozendaal                                              | Marina Moloce                                                 |
| Männer Mannschaft | Sowjetunion Jaroslaw Gusak Wladimir Jeschejew Stanislaw Zabrodzkij | BR Deutschland Manfred Barth Andreas Lippoldt Udo Böttcher            | Belgien Robin Van de Meulebroecke Claude Royer Paul Vermeiren |
| Frauen Mannschaft | Sowjetunion Natalia Valeeva Natalia Nasaridze Wera Kolesnikowa     | Niederlande Jacqueline van Rozendaal Christel Verstegen Sjan van Dijk | BR Deutschland Heike Eichinger Claudia Kriz Doris Haas        |

## Medaillenspiegel
| Platz  | Land           | Gold | Silber | Bronze | Gesamt |
| ------ | -------------- | ---- | ------ | ------ | ------ |
| 1      | Sowjetunion    | 3    | 1      | –      | 4      |
| 2      | Niederlande    | 1    | 2      | –      | 3      |
| 3      | BR Deutschland | –    | 1      | 1      | 2      |
| 4      | Belgien        | –    | –      | 2      | 2      |
| 5      | Rumänien       | –    | –      | 1      | 1      |
| Gesamt | Gesamt         | 4    | 4      | 4      | 12     |